# Otočje Bruce
Otočje Bruce (eng. Bruce Islands) su skupina malih otoka i hridi udaljenih 3 km sjeverozapadno od otoka Eillium i 6 km sjeverozapadno od Route Pointa, sjeverozapadnog vrha otoka Laurie, u otočju Južni Orkney. 

## Povijest istraživanja
Prvi put su grubo prikazani na Powellovoj karti koja je proizašla iz zajedničkog krstarenja kapetana Georgea Powella i kapetana Nathaniela Palmera 1821. godine. Ponovno ih je mapirao 1912.-1913. kapetan Petter Sorlle, a 1933. osoblje Discovery Investigations na RSS Discovery II, koji ih je nazvao po Williamu S. Bruceu, vođi Škotske nacionalne antarktičke ekspedicije, 1902.-04.